# Compagnie des mines de Douchy
La Compagnie des mines de Douchy exploitait le charbon dans le Bassin minier du Nord-Pas-de-Calais, via des puits dans les communes de Lourches, Rœulx Douchy-les-Mines et Haulchin.

## Historique

### LeXIXesiècle

#### La découverte
En janvier 1829, un groupe de négociants Lillois se réunit au sein de la Compagnie Dumas, et crée une société de recherches qui découvre en mai 1829 un riche gisement de charbon gras dans les environs de Denain, à Lourches. Ce gisement est convoité également par la Compagnie des mines d'Anzin qui, malgré l'importance du poste occupé par Casimir Perier, alors président du Conseil des ministres de la Monarchie de Juillet, n'obtient qu'une concession, celle de Denain, de 1 344 hectares.
La Compagnie Dumas reçoit par l'Ordonnance royale du 12 février 1832 la concession de Douchy de 3 419 hectares et 28 centiares, et se constitue en société d'exploitation en décembre 1832. La Compagnie Dumas fait venir début 1832 de la Compagnie des mines d'Anzin, Charles Mathieu, accompagné de 17 ouvriers et de leur famille. Il descend du premier directeur de cette compagnie. Celui-ci entreprend le fonçage des premières fosses.
La concession accordée à la compagnie Dumas en 1832 comprend 34 kilomètres 19 hectares, situés sur Mastaing, Rœulx, Bouchain, Neuville, Escaudain, Lourches, Douchy et Houlchain. Enregistrée sous forme de société par action en décembre 1832, la compagnie des mines de Douchy découvre en mai 1833 une veine de charbon dans l'unique puits qu'elle exploite. Peu après, ses actions ont vu leur cours multiplié par 105 en un an, passant de 2,22 francs en février 1833 à 300 francs en janvier 1834. Il faudra attendre deux ans, en 1836, pour que la mine passe le cap d'un million de tonnes métriques produites mais dès 1833, des écrits témoignant qu'elle exploite de nombreuses fosses tant à Lourches qu'à Douchy.
Cette bulle spéculative et l'intérêt pour la recherche minière ont alors habitué le public français à l'émission de nombreuses actions à la Bourse de Paris, où les premières valeurs industrielles étrangères seront des mines belges. La fosse Désirée ou no 6 de la Compagnie des mines de Douchy, situé à Lourches, est à son tour exploitée. Les travaux commencent en 1839 au sud de la fosse Beauvois.

#### La connexion au chemin de fer des années 1840
La société de Douchy se lance au tout début des années 1840 dans la construction d'une petite portion de ligne de chemin de fer, avançant jusqu'à la moitié des frais de construction de la ligne par Escaudain, à l'aide du concours des communes qui ont voté 24 500 francs de subvention alors qu les débouchés et les moyens d'accès sont assurés de tous côtés par des voies de communication déjà existantes. Le chemin de fer est complété par une portion du Canal de l'Escaut qui accède à la gare des marchandises, Douchy récupérant une "station de deuxième classe", au point de jonction.

#### La distillation et les cokeries
Voisine, la Compagnie des mines d'Anzin conclut en avril 1846 un marché, à participation valable pour dix ans, afin de livrer des quantités importantes de charbons destinés à la fabrication de coke dans les usines de Denain de la société Dehaynin, créés par les frères Camille et Albert Dehayin, qui 25 ans plus tard procéderont à l'installation d'une usine à boulets agglomérés mais fermeront leur site de Marchiennes en avril 1873 et Erquelinnes en mai 1873. Les charbons d'Anzin, peu sulfureux sont jugés adaptés à la fabrication du coke, mais moins convenables pour la forge que ceux de Saint-Étienne et Mons. Les charbons d'Anzin, Denain, Douchy sont jugés plus propres que les autres du Nord, car ils fournissent une houille grasse, donnant d'excellent cokes. En 1847, un manuel scientifique cite la houille de Douchy pour la distillation en coke. En 1887 L'Économiste français mentionne que  Douchy va installer une nouvelle batterie de fours à coke. Le journal indique que la Compagnie de Lens, qui voit ses richesses en charbons demi-gras augmenter, projette une installation de ce genre.
La technologie permet de mieux valoriser le coke. Au début des années 1850, Henry Bessemer cherche à fondre ensemble du fer et de l'acier pour obtenir un acier de qualité supérieure et ses apports sont complétés par la généralisation du procédé Martin-Siemens, breveté en 1856.
La Compagnie des mines de Douchy reste cependant de taille modeste, dans l'ombre de la Compagnie des mines d'Anzin, qui dépasse les 2 millions de tonnes par an dès 1872 et renforce son leadership en 1880 avec 2,38 millions de tonnes, soit 2/3 du bassin nordiste et un dixième du charbon français, grâce à 19 fosses, 37 km de chemin de fer, 131 locomotives et 15 000 ouvriers, logés en partie dans 2 500 maisons. Elle est aussi concurrencée par les deux compagnies qui montent, Courrières et Lens, mais qui ne pèsent toujours en 1880 que 9 % du charbon français, loin derrière la Compagnie des mines d'Anzin. En 1880, le palmarès nordiste est dominé par cinq compagnies qui contrôlent 85 % du charbon français, avec derrière Anzin, Compagnie des mines de Lens, Compagnie des mines de Courrières, Compagnie des mines de Vicoigne et Compagnie des mines de Nœux. Douchy n'en fait plus partie et trois des cinq sont dans l'ouest du bassin.
Les compagnies de l'est du bassin consomment sans attendre leurs réserves car elles savent qu'elles seront un jour concurrencées par celles qui naissent plus à l'ouest au fur et à mesure, au cours de la seconde partie du XIXe siècle, et sont de mieux en mieux desservies par le chemin de fer. Un comité des houillères du Nord formé en 1870 se charge surtout de réclamer de meilleures voies navigables pour le centre et l'ouest du bassin, pénalisé par l'indigence du canal de Saint-Quentin. Côté salariés, une chambre syndicale est créée par Émile Basly, implantée essentiellement dans l'est du bassin, où elle compte 12000 adhérents dès décembre en 1883, dont 5000 à la Compagnie des mines d'Anzin. L'échec en 1884 de la grande grève des mineurs d'Anzin l'affaiblit, mais les grèves réussies de 1889 et 1891 lui donnent un nouvel élan.
Les clients français profitent aussi du boom du charbon allemand. En 1899, la société Senelle-Maubeuge couvre ainsi ses besoins d'approvisionnement en coke:
- syndicat des mines allemand : 30 000 tonnes
- syndicat des mines belge : 4 800 tonnes :
- Compagnie des mines de Douchy :   6 000 tonnes
- Compagnie des mines d'Aniche:  6 000 tonnes[7].

Le 24 juillet 1894, les actionnaires de la Compagnie des mines de Douchy, en vertu de la loi du 1er août 1893, votent comme la plupart des autres mines du nord, à l'unanimité la transformation en Société anonyme, présidée par Paul Schneider. Le premier vice-président est Charles Derôme, le 2e Charles Boca et le secrétaire, Charles Maniez. L'opération permet de diversifier l'actionnariat et la famille de Wendel va au fil des augmentations de capital prendre une part de plus en plus importante dans la vie de l’entreprise.

### LeXXesiècle

#### L'extraction charbonnière au début du siècle
Le XXe siècle voit la Compagnie des mines de Douchy confrontée à l'épuisement de ses gisements, après avoir produit massivement afin d'alimenter la distillation de la coke depuis deux décennies. En 1901, la Compagnie de Douchy possède, dans les différentes communes de sa concession, 17 maisons occupées par ses agents et employés et 915 maisons d'ouvriers, groupées en 49 corons. La relance de l'extraction en 1907, malgré la Panique bancaire américaine de 1907, permet de valoriser ce patrimoine. Elle est rendue possible par la création d'une usine qui valorise les gaz de houille des nombreuses fosses à l'arrêt, qui servent par ailleurs pour l'aération, devenue un souci très important après la Catastrophe de Courrières, qui a causé près de 1100 morts en 1906. L'usine qui valorise les gaz de houille les combine avec les gaz de coke provenant de la distillerie de la coke. L'ensemble sert aussi à produire du gaz d'éclairage et à faire tourner les turbines d'une nouvelle usine électrique, qui alimente le complexe industriel et les communes environnantes, jusqu'à Saint-Amand les Eaux. Le site produit surtout du goudron et du benzole, par la distillation, comme le fait la Compagnie des mines d'Anzin, voisine, depuis 1896 et la Compagnie des mines de Lens depuis 1897. Grâce à ces débouchés, juste avant la Première Guerre mondiale, Douchy est redevenu le deuxième site minier de la région derrière Anzin, mais souffrira de l'occupation allemande pendant quatre ans, les envahisseurs démontant les usines électriques pour déménager le matériel sur une usine à Hirson, dans l'Aisne.
Albert Olry, ingénieur du corps des mines, puis directeur à l'Institut industriel du Nord (École centrale de Lille), qui a contribué à la stratigraphie des mines du bassin minier du Nord-Pas-de-Calais par un ouvrage de référence en 1886 y indique l'épuisement de la plupart des fosses de Douchy vers la fin du XIXe siècle.
- la Fosse Désirée, foncée en 1839, avait atteint en 1886, la profondeur de 450 mètres mais elle est arrêtée à l'extraction depuis 1900.
- la Fosse Sainte-Barbe a été abandonnée et Albert Olry pense qu'elle ne servira probablement plus à l'extraction. Elle ouvrira à nouveau en 1907, plus profond, sous le nom de la Fosse Schneider.
- la Fosse Gantois est arrêtée à l'extraction depuis 1886.
- Albert Olry disait aussi en 1886 que la Fosse La Naville, profonde de 478 mètres, ne serait probablement plus jamais approfondie, et que son champ d'exploitation serait repris par la Fosse de Douchy. Les terrains ont en effet été sillonnés par  grand nombre de déchirures presque parallèles, produites par l'inégalité de répartition de la compression sur le gisement, ce qui a enfoncé les terrains vers le sud-ouest, rendant le grand plat de La Naville à peu près inexploitable.
- La fosse no 3, ou Fosse Boca, foncée en août 1858, était aussi arrêtée. Elle avait ensuite pris le nom de Charles Boca, docteur en droit, vice-président du Conseil d'administration des mines de Douchy en 1894, qui avait publié en 1889 une brochure intitulée : "Considérations en faveur de l'insaisissabilité complète des salaires, au point de vue social, légal et moral. Il avait aussi donné son nom à la fosse  no  3 - 15 dite Charles Boca ou fosse de Méricourt.

Seule la Fosse  No 8 ou Fosse de Douchy semble encore durablement en exploitation. La Fosse l'Éclaireur est en fin de vie et fermera en 1909.
À partir de 1907, de nouvelles fosses entrent à nouveau en exploitation:
- Arrêtée en 1886, la Fosse Schneider recommence à produire en 1907 et devient alors la fosse la plus importante de la Compagnie de Douchy, sur un gisement de charbon gras, à la profondeur de 840 mètres. C'est l'époque où les technologies permettent de creuser à des profondeurs proches du kilomètre, dans l'ouest du bassin minier.
- Les travaux de fonçage de la Fosse Charles Boca (fosse No 9), reprennent en 1914, mais la Première Guerre mondiale les interrompt. Ils ne reprennent qu'en 1920, et la fosse ne commencera à produire qu'en 1932. C'est l'une des dernières mises en service dans le bassin minier du Nord avant la nationalisation.
- La Fosse La Naville reprend aussi du service.

Trois des huit fosses seulement sont exploitées par la Compagnie des mines de Douchy en 1936 : l'extraction est assurée par Schneider, La Naville et Boca, l'aération par Douchy, Saint-Mathieu, l'Éclaireur et Gantois, tandis que la fosse Désirée assure l'épuisement des eaux. L'importance accordée à l'aération sur ce gisement ancien, se traduit par une production importante de gaz de mine, valorisée à partir de 1907 par la création d'une usine de distillation du goudron et une centrale électrique utilisant ces gaz.

#### L'influence des travaux de Paul Mallet
La Compagnie des mines de Douchy implante à partir de 1906 une usine de distillation du goudron, basée sur ses fours à coke, et une usine électrique à partir de 1908. L'ingénieur Paul Mallet s'était fait connaitre dès 1893 par ses recherches, à sa sortie de l'Ecole Centrale[Laquelle ?], sur la production de coke métallurgique et l'enrichissement du pouvoir éclairant du gaz. Henri Laurain travaille sous la direction de Paul Mallet puis prend en 1906 la direction de l'usine à gaz belge de Saint Joosse ten Node. Paul Mallet deviendra plus tard constructeur d'appareils de réception de sous-produits de fours à coke, les appareils nécessaires au débenzolage du goudron, qui permet d'obtenir du Benzol, appelés aussi "appareils Paul Mallet". Il fonde en 1893 un syndicat professionnel pour défendre les intérêts communs des sociétés gazières et a ensuite acquis, plus tard, une grande autorité non plus seulement comme constructeur d'appareils, mais comme dirigeant de nombreuses distilleries de goudron, en séparant le Benzol, via les fours à coke et usines à gaz, pour utiliser les deux produits.
Au XIXe siècle et au début du XXe siècle, le  Benzol, "benzène" de l'époque, était fréquemment utilisé pour l'éclairage au gaz, mais aussi comme solvant, dans les colles, vernis, peintures, encres, pour le nettoyage à sec, le dégraissage des métaux, ou la décaféination du café.
En 1896, la Compagnie des mines d'Anzin, voisine, est la première à introduire dans le nord des fours à récupération de sous-produits, avec l'aide du chimiste belge Solvay et au début du XXe siècle ils seront tous construits sur le même modèle, mais avec des améliorations. L'année suivante, la Compagnie des mines de Lens construit à son tour, à Vendin-le-Vieil, près de la fosse No 8, un ensemble important de fours à récupération avec leurs usines de sous-produits, benzols et goudrons, cinq ans après avoir repris l'exploitation d'une batterie de 30 fours à coke, appelés " à flammes perdues".
La Compagnie des mines d'Anzin subit durement la crise de 1901 et ne retrouvera son niveau de production qu'en 1919, mais la production générale du benzol en France va cependant atteindre 12000 à 11 000 tonnes par an avant la Première Guerre mondiale. En 1905, la famille de Wendel prend la direction de la petite Compagnie des mines de Crespin, voisine, qui n'a qu'une seule d’extraction 
La Compagnie des Mines de Douchy prend le relais au début du siècle, en lien avec sa voisine. Paul Mallet s'intéresse à la fabrication des goudrons et parle dès 1904 d'une production potentielle de 200 000 tonnes pour la France, usines à gaz et fours à coke réunis, dans un discours à la Société technique de l'industrie du gaz en France, créée en 1874. En 1906, Le Cosmos, revue des sciences et de leurs applications, s'intéresse à cette estimation et aux économies d'échelle qui pourraient l'accompagner si le goudron devait devenir une norme pour les voies carrossables. Il formule l'hypothèse qu'on puisse se procurer à Paris, en s'y prenant d'avance, environ un dixième de la production de goudron de Londres, et estime qu'on pourrait goudronner une route ayant comme longueur 35 fois le tour de Paris. En 1913 cependant, la Compagnie des mines d'Anzin n'a sous la main que 5 % du coke nécessaire pour sa production de goudron et il lui faudrait tout le coke du Nord-Pas de calais pour atteindre le seuil de rentabilité.
Paul Mallet expose les schémas d'une récolte de benzol, sous forme de perfectionnement, avec condensation fractionnée des vapeurs, réalisée à la Compagnie des Mines de Douchy, donnant, de premier jet, des benzols parfaitement limpides et exempts de naphtaline et d'huile. L'installation diffère des installations similaires par l'absence de chauffeur d'huile indépendant et permet de réaliser une économie de vapeur appréciable. Son schéma prévoit trois citernes de décantation : dans la première arrive le mélange eau et goudron de la condensation ; les deux autres reçoivent l'eau ammoniacale et le goudron. L'opération consiste à laver le gaz dans un liquide moins volatil que celui qui se trouve dans le gaz à l'état de vapeur et dont on veut assurer la récupération. Après avoir ainsi dissous le plus léger dans le plus lourd, l'opération consiste à redistiller le mélange et à séparer le premier du second qui rentre en travail. Au début des années 1920, les produits de la distillation du goudron atteignent presque 5 % du chiffre d'affaires d'Anzin, les historiens estimant qu'il aurait été plus rationnel de regrouper tous les goudrons produits par les houillères du Valenciennois y compris ceux de Douchy. La valorisation du gaz de mine s'effectue aussi, plus tard, par la production d'ammoniaque synthétique, obtenu par catalyse d'un mélange sous haute pression d'hydrogène et d'azote. Le développement des cokeries a posé très vite aux compagnies minières un problème d'utilisation des excédents de gaz de four, puis plus tard de courant électrique. Au lendemain de la Première Guerre mondiale, et les besoins de l'agriculture française en engrais azotés, permirent, entre 1920 et 1930, l'installation sur les gaz de four du Bassin minier du nord d'une série d'usines fabriquant de l'ammoniaque de synthèse à partir de l'hydrogène.

#### L'usine électrique sur la cokerie de Lourches
Au début du XXe siècle, la région Nord, très peuplée (trois millions d’habitants), compte plusieurs grandes villes et usines grosses consommatrices de force motrice, mais recourent encore peu à l’électricité. Les sociétés de charbonnages n’ont pas installé de centrales susceptibles de produire de l’électricité à partir du charbon extrait sur place ou du gaz provenant des cokeries. Même pour l’éclairage, on utilise le gaz de houille, distribué par un réseau important et efficace.
La région du Nord-Pas de Calais voit émerger après 1900 des usines électriques permettant d'alimenter les processus industriels ou la mise en place de lignes de tramways électriques suscite une demande de courant. L’électrification des tramways de Lille, entre 1901 et 1903, voit les "Tramways électriques de Lille et sa banlieue", issus de la compagnie de tramways, restructurée par Édouard Empain. Ils ont édifié une centrale, à Lille puis obtenu du conseil municipal en 1910 l'autorisation de distribuer le surplus à la population.
Un grand nombre de sociétés de taille petite ou moyenne sont fondées, mais quelques-unes se distinguent par leur puissance. Parmi elles, Électricité et gaz du Nord (EGN) et la Société d’électricité de la région de Valenciennes-Anzin (Serva), les deux sociétés du Groupe Empain de Louis François Joseph Empain dans cette région.
L'usine "Électricité et Hydraulique" fondée en 1898 à Jeumont, produit des moteurs de tramway, passe au Groupe Empain de Louis François Joseph Empain. Les Ateliers de construction électrique du Nord et de l’Est (ACENE)  construisent à Jeumont en 1907 une centrale thermique, destinée à l’alimentation en électricité de leurs propres ateliers, mais aussi aux services publics et  industries du bassin de la Sambre. Avec le succès, les ACENE décident en 1910 de séparer centrale électrique et ateliers. Une nouvelle société, Électricité et gaz du Nord (EGN) reprend la centrale de Jeumont, d'une puissance de 11 500 kW, et le réseau de câbles armés entre Jeumont et Aulnoye, mais aussi les usines à gaz d’Hautmont et Maubeuge.
La Compagnie de Douchy, utilisant ses gaz de fours à coke, a de son côté installé progressivement de 1908 à 1913 une usine électrique de 3 940 kW, qui lui permet d'alimenter les localités de Lourches et de Saint-Amand. La Compagnie de Douchy met en marche en octobre 1908 sa station centrale électrique. Elle y utilise, dans des moteurs à gaz, une fraction des gaz produits par les fours à coke. La puissance électrique installée est de 740 kW en 1907 (deux moteurs de 370 kW), 1 110 kW en 1911, 2 110 kW en mai 1912. En 1913, elle est portée à 3 940 kW par ajout d'un groupe électrogène de 2 200 kW et la suppression d'un des anciens moteurs de 370 kW. Dès 1911, Douchy distribue l'électricité à Lourches et Saint-Amand. En 1919, elle prévoira de doubler cette installation, mais en 1921, les travaux sont encore en cours, ce qui fait qu'elle ne dispose encore que de générateurs assez hétéroclites.
La Compagnie des mines de Thivencelle, voisine, produit sa propre consommation électrique avant guerre, pour environ 1 000 kW mais ses installations ont un caractère d'archaïsme. La Serva met en service en janvier 1914 une centrale électrique à Valenciennes, qui se substitue progressivement à celle de la Compagnie générale pour l’éclairage et le chauffage par le gaz, arrêtée en juillet 1914.
Dans l'ouest du bassin minier, les compagnies de Lens et de Liévin entreprennent après la Première Guerre mondiale la construction de centrales de production électrique. Dans un premier temps, les deux compagnies se fournissent en électricité auprès de la Centrale électrique de Béthune où des groupes supplémentaires ont été mis en place et par la construction d’une centrale à Dourges avant de pouvoir réutiliser la Centrale électrique de Vendin-le-Viel.
Dans l'est du bassin minier du Nord, au début de 1925, la puissance totale gérée par les compagnies minières était passée à 75 050 kW, soit une progression partout par rapport à l'avant-guerre :
- 26 600 kW pour Anzin (+ 14 220 kW), à Denain (Fosse Turenne) et Thiers;
- 30 000 kW pour Aniche, à Sin-le-Noble (+ 5 000 kW);
- 8 950 kW pour l'Escarpelle (+ 7 214 kW);
- 4 500 kW pour Crespin (+ 1 000 kW);
- 3 000 kW pour Thivencelles (+ 2 000 kW)[24]

#### L'arrivée des Allemands en 1914-1918
Située au confluent des rivières Scheldt et Selle, à 3 km au sud-ouest de Denain, la Fosse Schneider de Lourches, est l'une des plus productives de la région du nord avant et après la Première Guerre mondiale. Lourches est investie par le IVe Corps de l'armée allemande le 25 août 1914, et reste sous occupation allemande jusqu'à la troisième semaine d'octobre 1918, juste avant l'armistice. Les mines de Douchy sont pillées: le chevalet de la fosse Schneider est partiellement brisé, et les machines principales dynamitées, les installations de l'Eclaireur et de Beauvois  dévastées. On ne retrouve plus qu'une machine à vapeur utilisable. À Naville, seules quelques chaudières pouvaient être remises à feu . Avant la Première Guerre mondiale, la production avoisinait 300 000 tonnes et elle est de 200 000 tonnes au milieu  des années 1920. Dans les années 1930, à force d’investissements et de rationalisation, elle dépassera les 400 000 tonnes.
Quand les Anglais réussissent provisoirement à reprendre, en septembre 1915., les fosses 15 et 15bis de la Compagnie des mines de Lens, à Loos-en-Gohelle, les Allemands les chassent et se vengent et font sauter les cuvelages. Les Allemands vont noyer les galeries de 18 des 19 sociétés minières françaises pendant la guerre, après les avoir obligés à se regrouper. Les compagnies de Liévin, Lens, Carvin, Meurchin, Béthune, Courrières, Drocourt, Dourges et Ostricourt ont créé fin 1919 la Société civile de dénoyage des houillères, financée par 250 millions de francs d'aides publiques. Les compagnies françaises lancent alors des emprunts par le biais du « Groupement des Houillères du Nord-Pas-de-Calais » et leurs premières augmentation de capital, pour reconstruire, jusqu'en 1925.
Pour les compagnies houillères du Nord, l'indemnisation des dommages de guerre en 1918 est relative à leur importance sur le marché, et plus élevée qu'à Anzin à Douchy et Crespin, qui possèdent de grosses installations de cokéfaction. Ces deux sites miniers "prennent évidemment la tête du Nord au point de vue remboursement par tonne de charbon produite avant guerre", note l'historien Jean-Pierre Azéma.

#### Le rachat par le groupe De Wendel en 1922
Les actionnaires de la compagnie des mines de Douchy sont éliminés du pouvoir quand leur société entre en 1922 dans l'orbite de la Famille de Wendel via le rachat par la Société Métallurgique de Senelle Maubeuge.
Le 16 juillet 1923, la Société Métallurgique de Senelle-Maubeuge cède à la Serva la station centrale électrique à moteurs à gaz et à turbines à vapeur. Désormais, Douchy va acheter son courant à la Serva. Les exercices 1924 à 1929 sont consacrés au fonçage et à l'équipement de la fosse Boca qui succède en 1931 à la fosse Douchy. La Serva met en service en janvier 1914 une centrale électrique à Valenciennes, qui se substitue progressivement à celle de la Compagnie générale pour l’éclairage et le chauffage par le gaz, arrêtée en juillet 1914
En 1923, la centrale de Valenciennes de la Serva arrive à la limite de sa production, alors que la société doit faire face au développement de sa clientèle. Sa concession ne s'identifie pas au Valenciennois mais englobe d'autres parties de la région lui permettant de chercher d'autres clients. La société sidérurgique de Senelle-Maubeuge et son actionnaire, la famille De Wendel, estiment que la production d’électricité n’est pas leur métier et acceptent de céder à la Serva leur centrale de Lourches, dont les moteurs à gaz sont alimentés par les cokeries, ainsi que les commandes de matériel déjà passées. Senelle-Maubeuge s’engage à acheter tout le courant électrique dont elle a besoin à la Serva et renonce à redistribuer celui qu'elle achète dans la zone réservée à la nouvelle centrale, d’une puissance de 20 000 kW, qui entre en service en 1926.

#### L'après-guerre
L'après-guerre voit la nationalisation de la compagnie et l'extinction des sites d'extraction. Le puits de mine Désiré est fermé dans les années 1950. La cokerie de Lourches, qui a s'étendait sur 15 hectares a été détachée des houillères nationalisées en 1974 et figure désormais en cokerie indépendante. Depuis le mois de juillet 2017, la société Gazonor produit de l'électricité à partir du gaz remontant de l'ancien puits de mine Désiré, à Lourches. Depuis 1992, Gazonor exploitait deux puits de gaz de mine, et le méthane s'échappant d'anciennes galeries de charbon était collecté à 4 endroits du bassin minier (fosse 7 de Liévin à Avion, la 5 de Lens, la 5 de Divion et deux puits anciens de la Compagnie des mines de Douchy, la Désirée et la Naville à Lourches. Sur ces deux puits, le gaz capté à la sortie de la fosse était un combustible que l'on mélangeait avec le gaz de coke pour produire de l'électricité. Moyennant un investissement de 9 millions d'euros, Gazonor (et son actionnaire la Française de l'énergie, ex-EGL) ont équipé leurs sites de moteurs générant chacun 1,5 mégawatt d'électricité.

## Les fosses
En 1936, huit fosses sont en fonction : Paul Schneider, La Naville et Charles Boca assurent l'extraction. Le no 8 de Douchy, Saint Mathieu, l'Éclaireur, Gantois fonctionnent pour l'aérage. La fosse Désirée est utilisée pour l'épuisement des eaux.

### Fosse Saint-Mathieu
50° 18′ 51″ N, 3° 21′ 10″ E
1833 - 1956

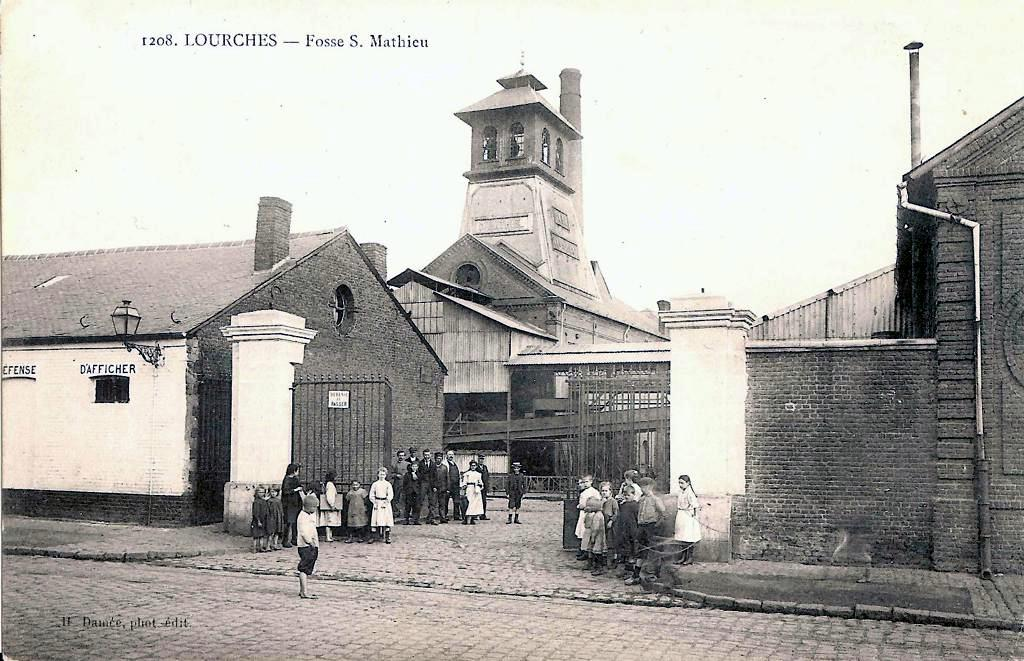
La fosse Saint Mathieu vers 1900.

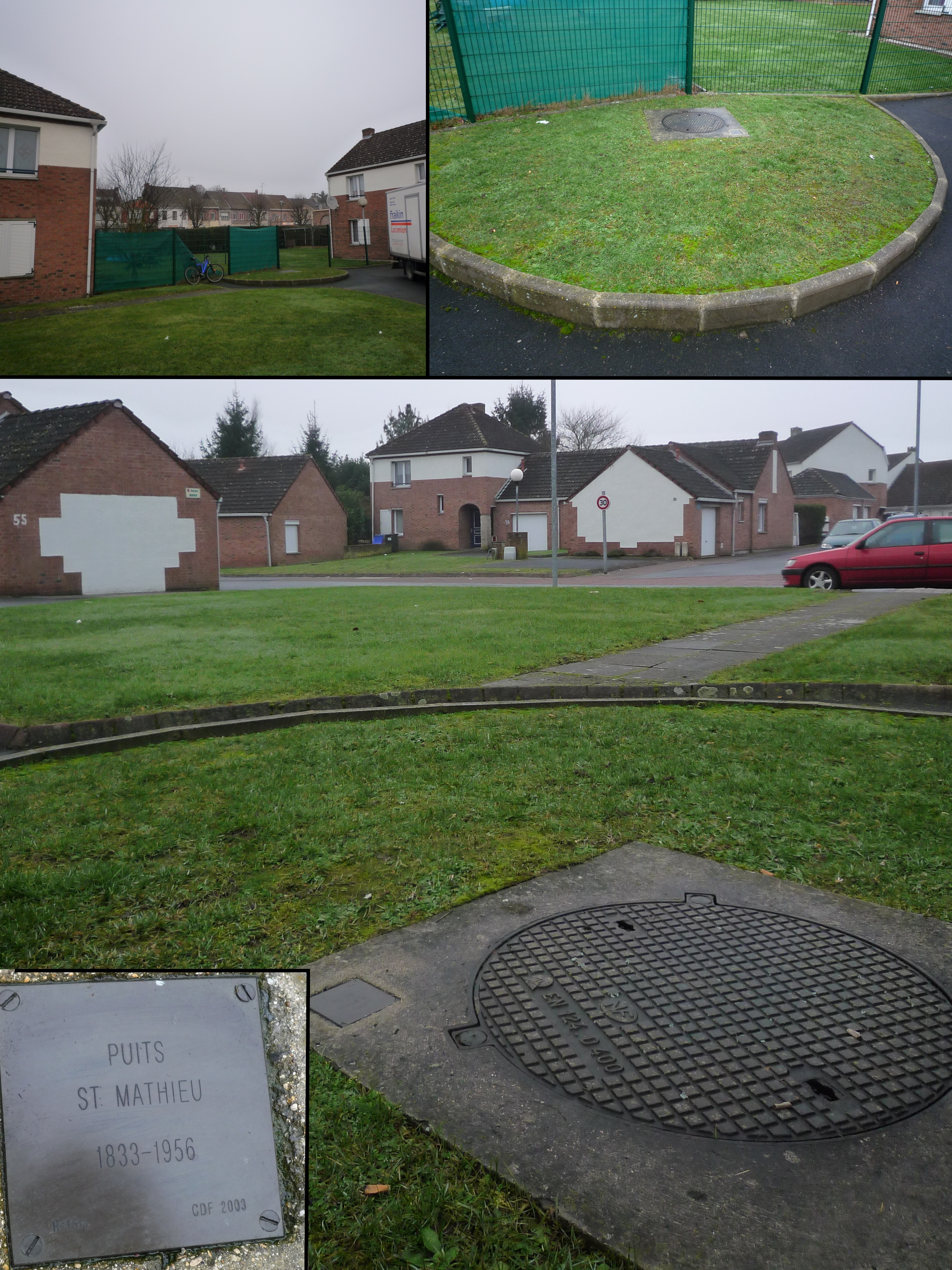
Le puits Saint Mathieu en 2010.

La fosse Saint-Mathieu est ouverte en 1833 à Lourches ; le puits rencontre le terrain houiller à 78 mètres de profondeur. Le puits Saint Mathieu occupe une position centrale au sein de la concession. La profondeur atteinte en 1886 est de 605 mètres. Arrêtée à l'extraction depuis 1924, elle assure le retour d'air et le service pour la fosse Schneider. Le puits, profond de 842 mètres est remblayé en 1957. Le chevalement est abattu vers 1974 et la cheminée en février 1974.

### Avaleresse Dumas
50° 18′ 34″ N, 3° 21′ 22″ E

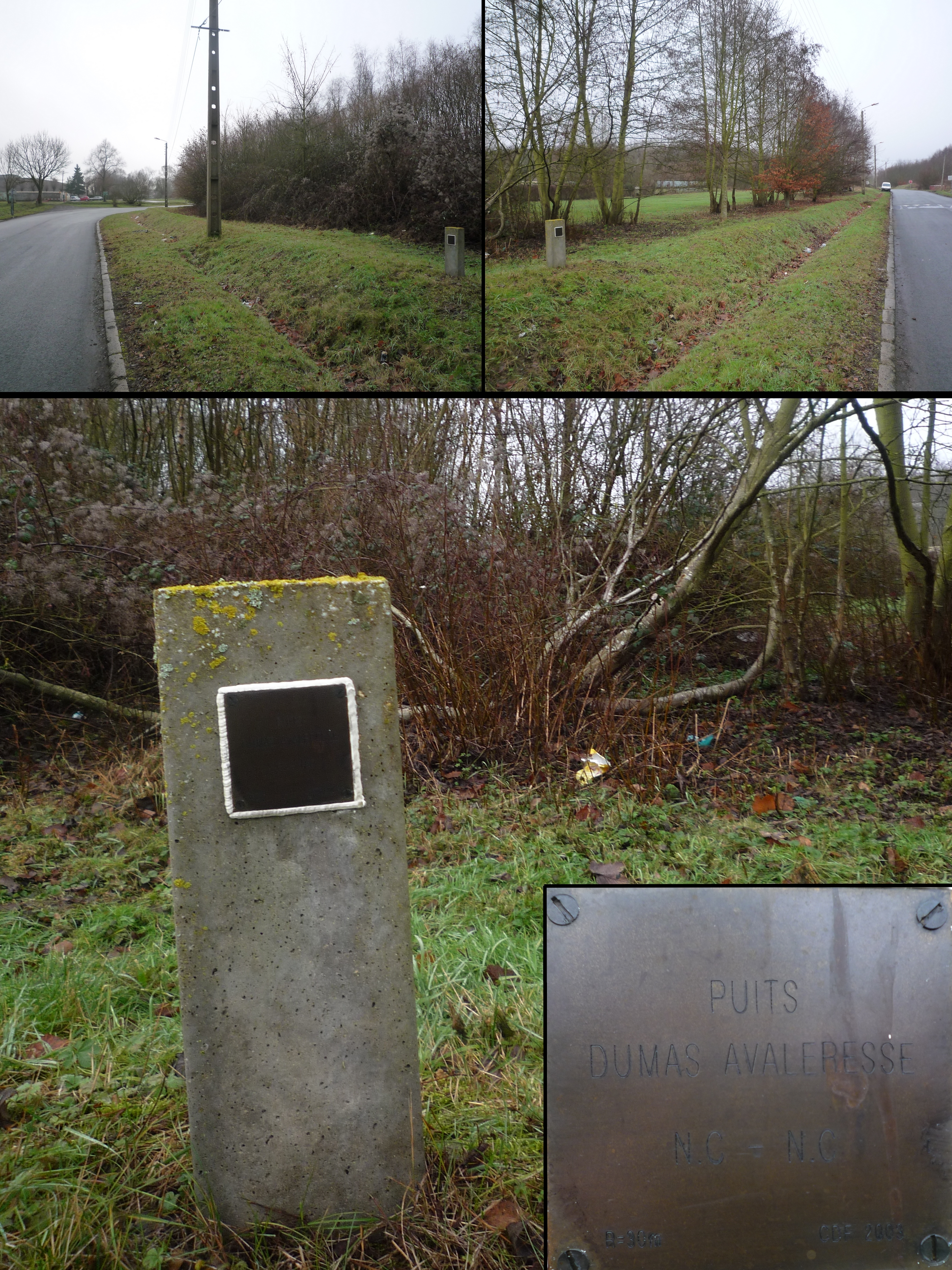
Le puits Dumas Avaleresse en 2010.

L'avaleresse Dumas est située à Lourches entre la casse automobile et la voie ferrée, au sud de l'avaleresse no 7. Aucune date n'est connue.

### Avaleresse Saint-Dominique

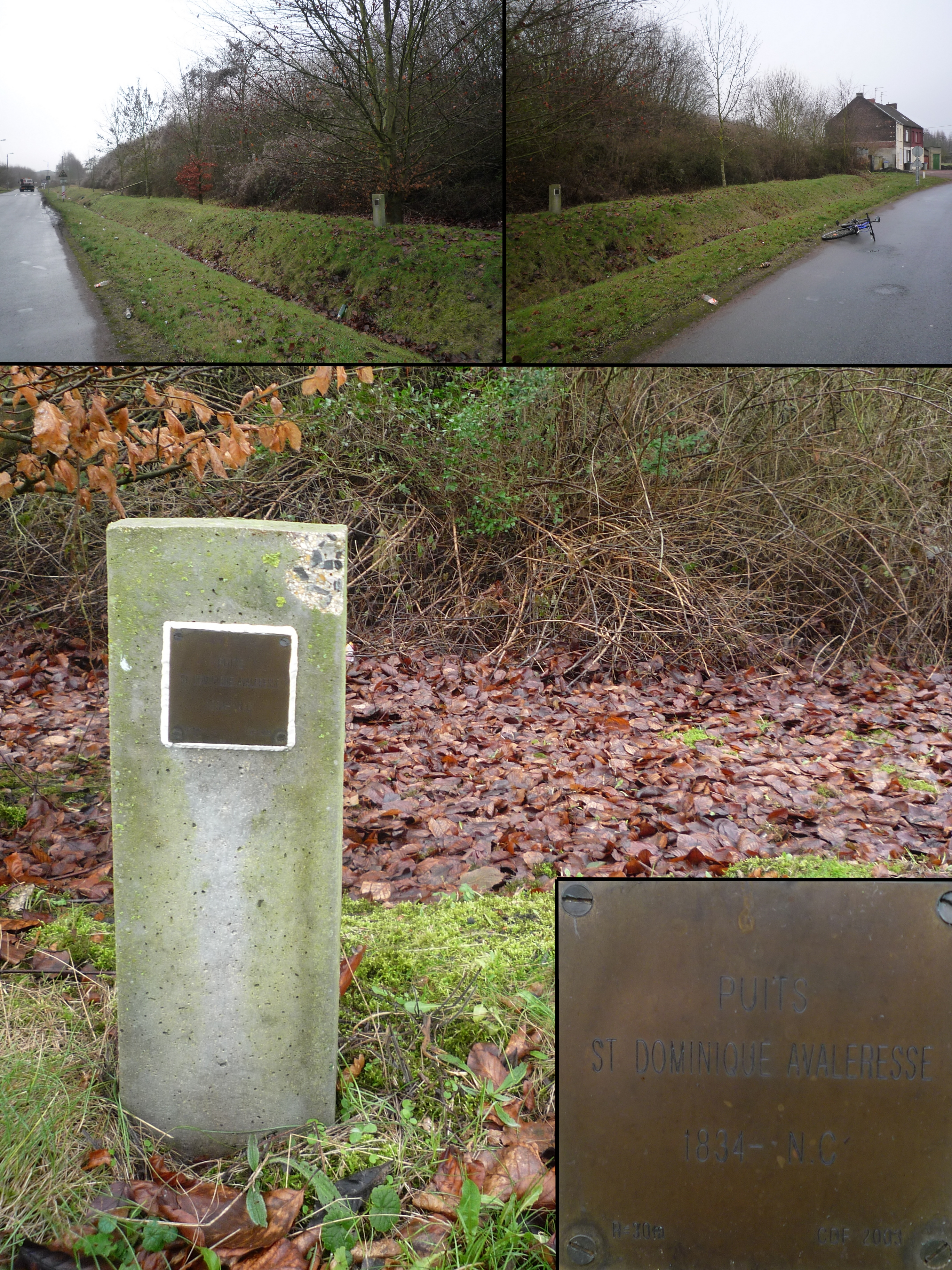
Le puits Saint Dominique Avaleresse en 2010.

50° 18′ 41″ N, 3° 21′ 15″ E
1834 - ?
L'avaleresse Saint-Dominique est situé à Lourches, sur la même route que les fosses Saint-Mathieu, Gantois, no 7 Avaleresse et Dumas Avaleresse. Le puits est ouvert en 1834, mais le fonçage est abandonné. La date de serrement n'est pas connue.

### Fosse Gantois
50° 18′ 43″ N, 3° 21′ 16″ E
1834 - 1944

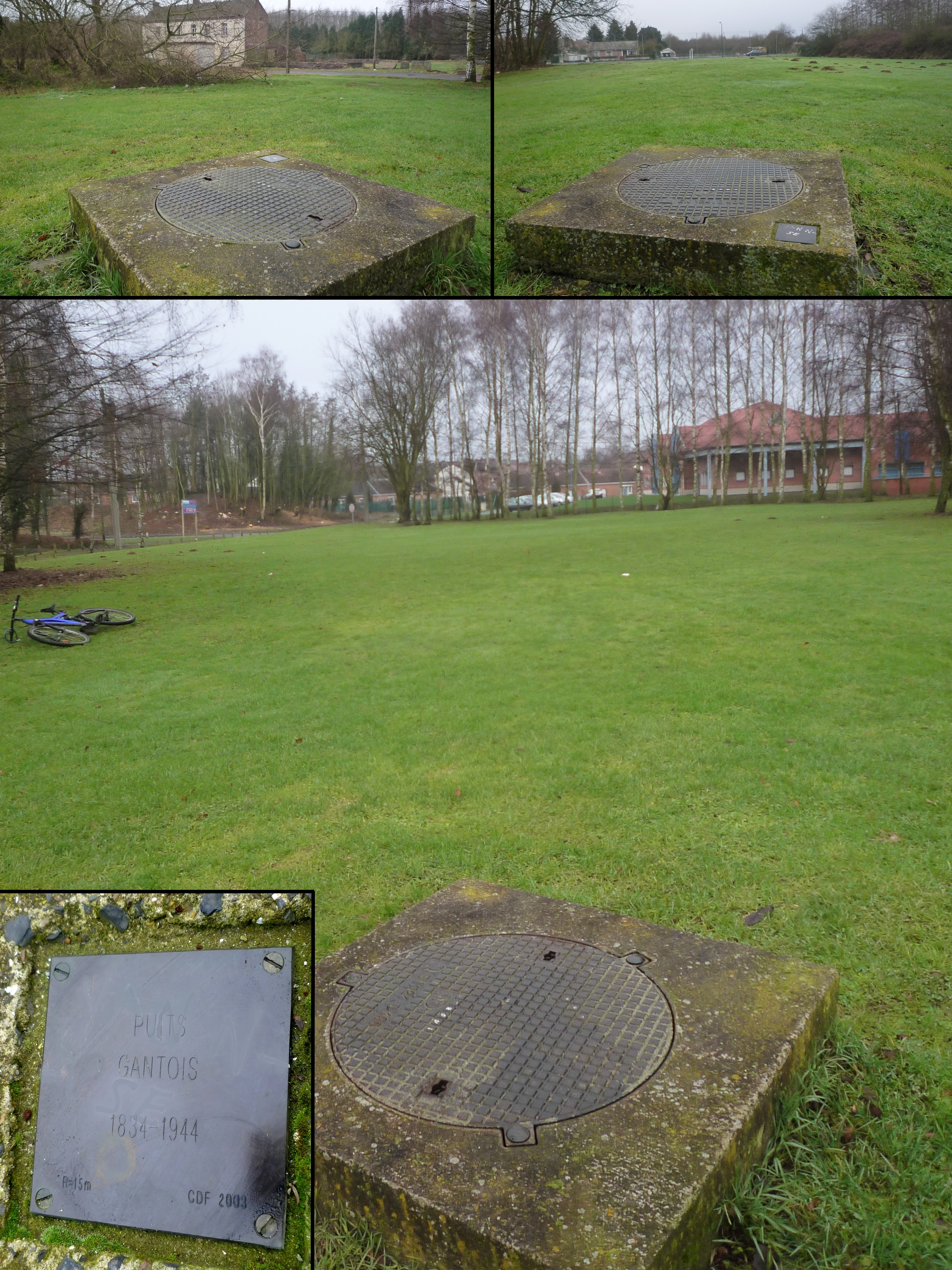
Le puits Gantois en 2010.

Situé à Lourches, le puits de la fosse Gantois est foncé en 1834, à 280 mètres au sud de la fosse Saint Mathieu. Il rencontre le terrain houiller à 82 mètres. L'exploitation cesse en 1886, date à laquelle le puits a atteint la profondeur de 531 mètres. Il a été remblayé en 1944.

### Fosse Beauvois
50° 18′ 45″ N, 3° 20′ 56″ E
1834 - 1920

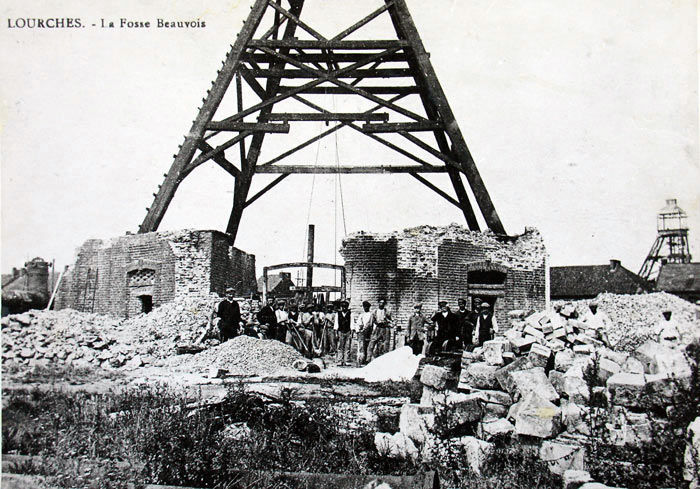
La fosse Beauvois à Lourches en 1918.

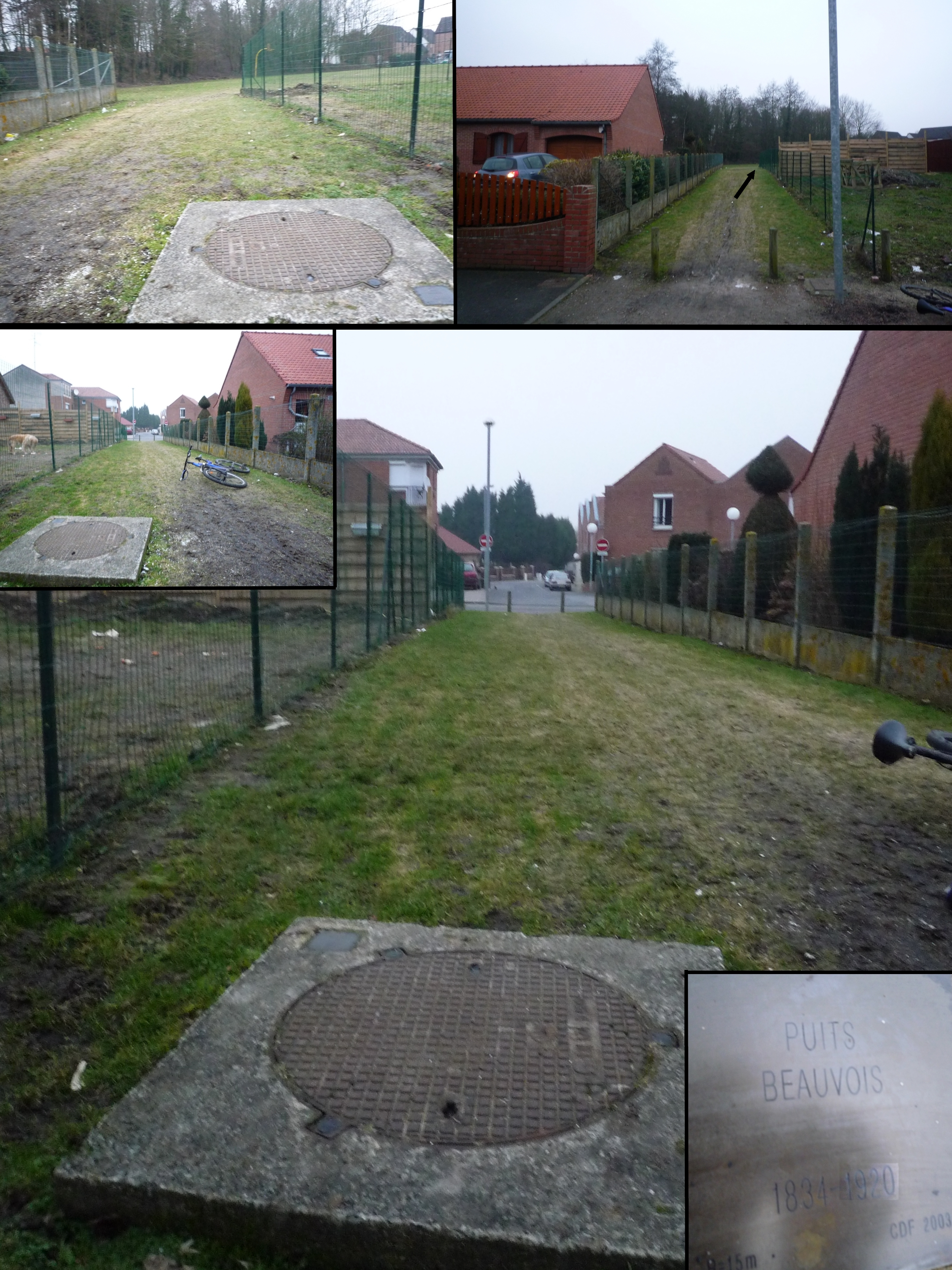
Le puits Beauvois en 2010.

Le puits a été creusé en 1834 à Lourches. Il a atteint le terrain houiller à la profondeur de 80 mètres. La profondeur de 541 mètres est atteinte en 1886.

### Fosse l'Éclaireur
50° 18′ 46″ N, 3° 20′ 38″ E
1834 - 1956

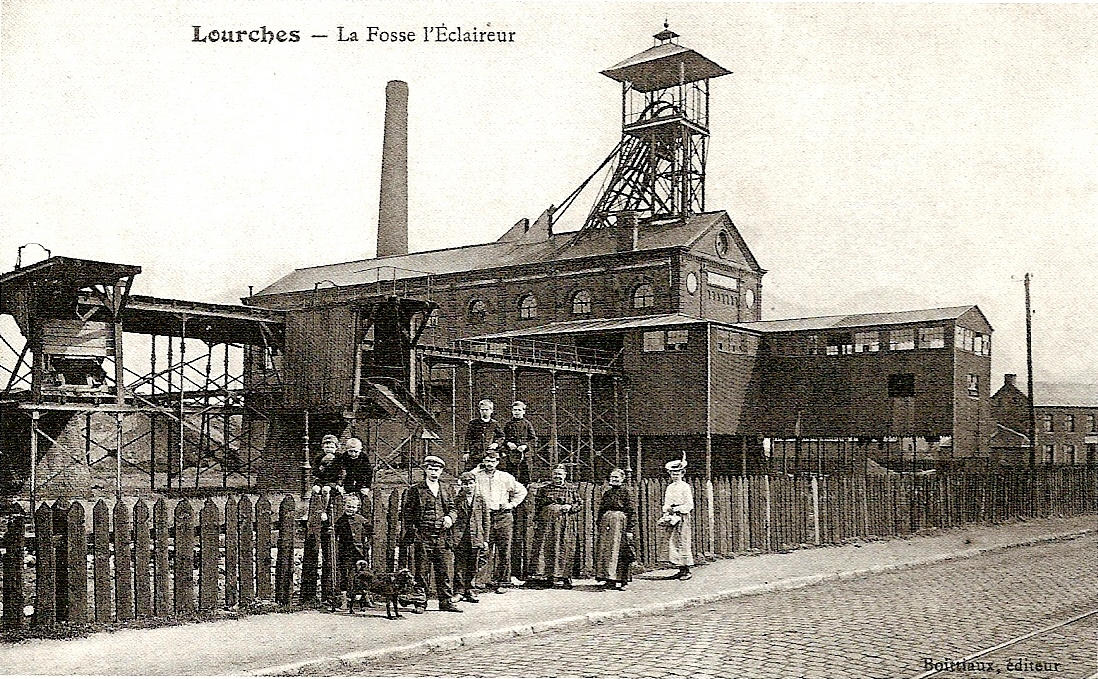
Fosse Éclaireur à Rœulx vers 1905.

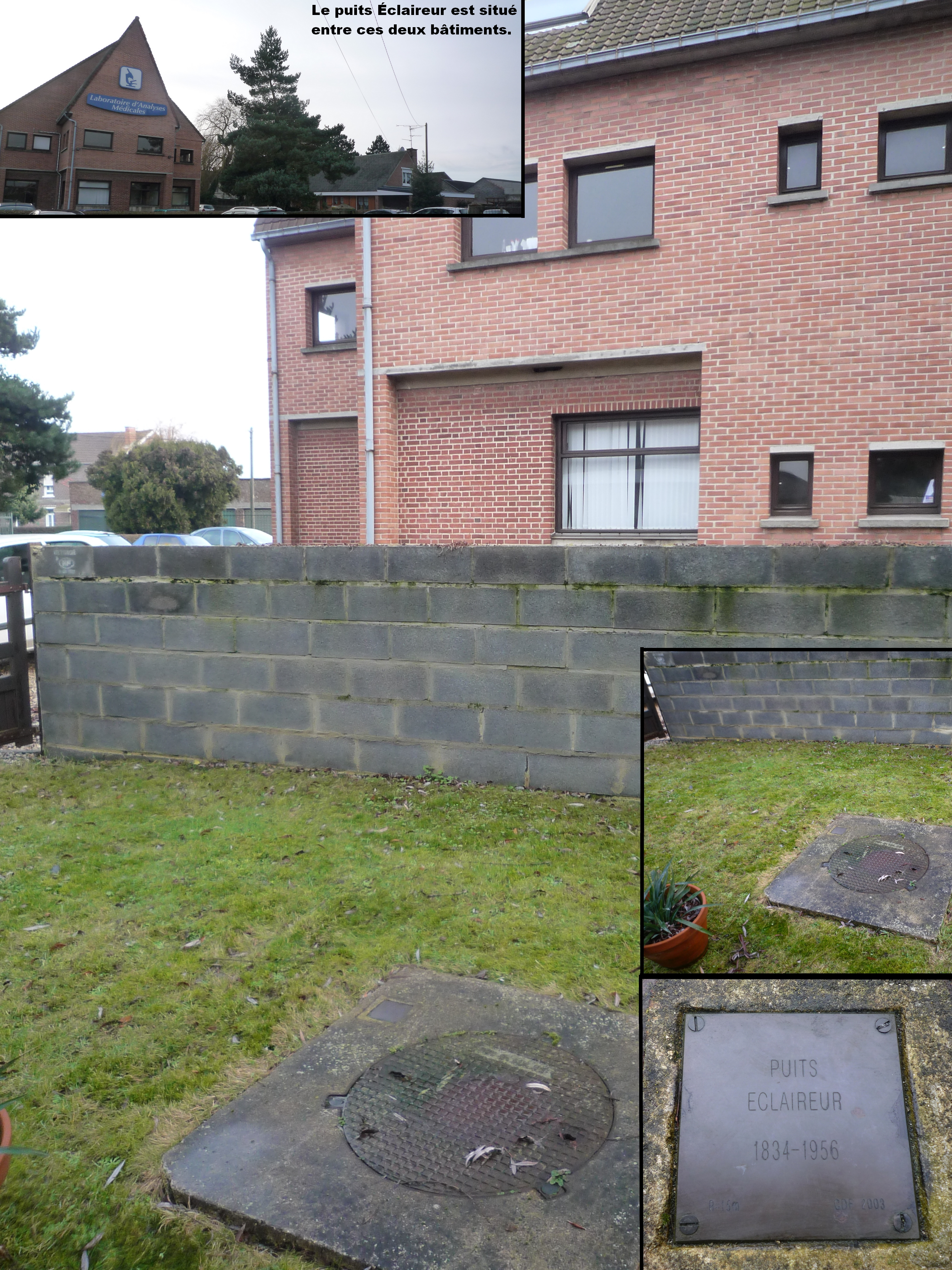
Le puits Éclaireur en 2010.

Le puits Éclaireur est situé sur le territoire de Rœulx, tout près de Lourches, il est foncé en 1834. C'est la fosse la plus occidentale de la Compagnie. Elle se situe à proximité de la ligne de Busigny à Somain et à 550 mètres de la limite sud de la Compagnie des mines d'Anzin. Le terrain houiller est rencontré à 80 mètres. En 1886, le puits atteint la profondeur de 581 mètres. Arrêtée à l'extraction en 1909, la fosse assure le retour d'air pour la fosse Schneider située non loin. Le puits profond de 835 mètres est remblayé en 1956.

### Avaleresseno7
50° 18′ 38″ N, 3° 21′ 19″ E
1835 - ?

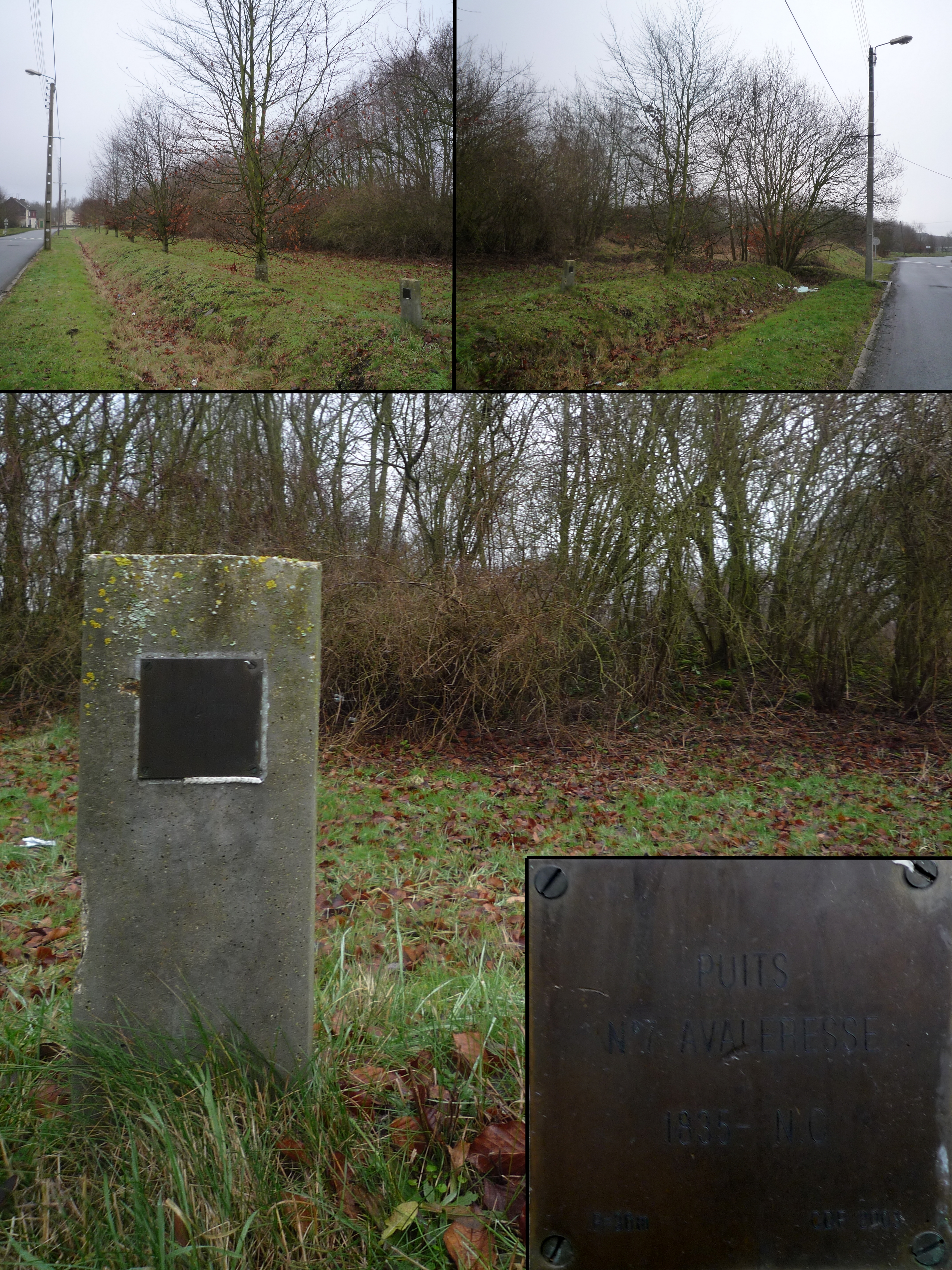
Le puits no 7 Avaleresse en 2010.

L'avaleresse no 7 est ouverte en 1835 à Lourches, entre l'avaleresse Saint Dominique et l'avaleresse Dumas. Le puits en cours de fonçage est abandonné, la date de serrement n'est pas connue.

### Fosse Schneider
50° 18′ 53″ N, 3° 20′ 48″ E
1835 - 1957
Sainte Barbe

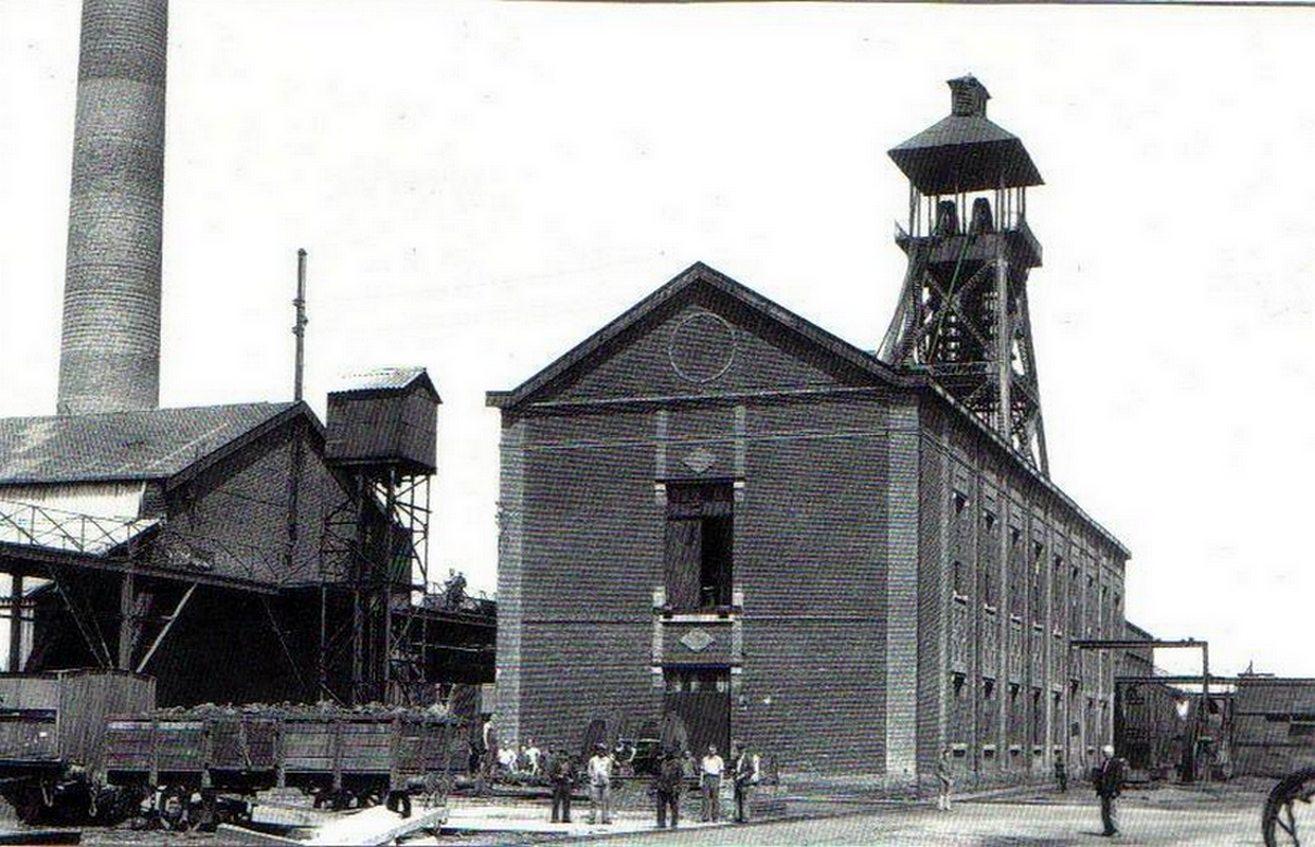
La fosse Schneider des mines de Douchy, en 1946, à Lourches.

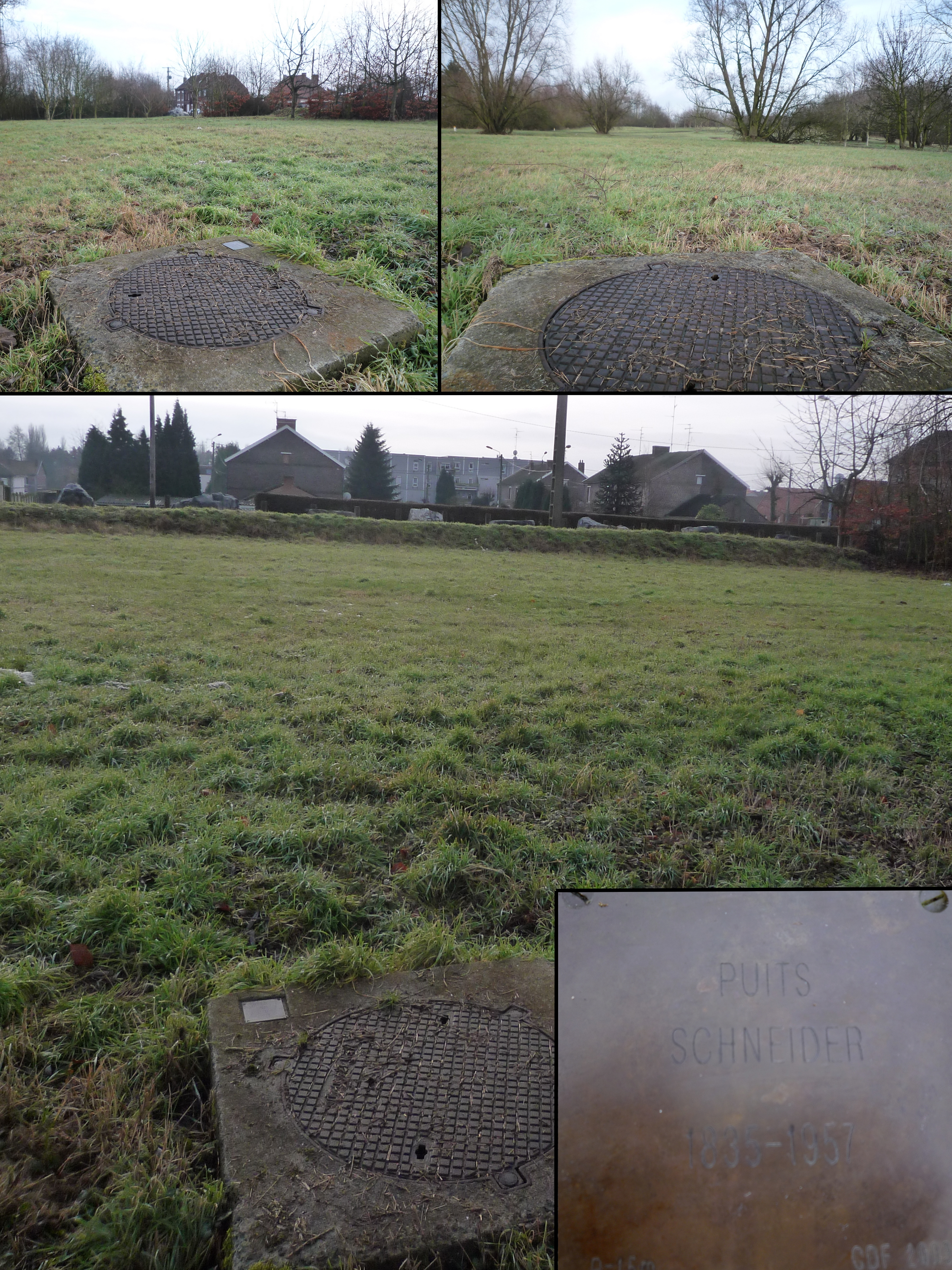
Le puits Schneider en 2010.

Située à Lourches, la fosse Sainte Barbe est ouverte en 1835, au nord-ouest d'une autre fosse foncée en même temps, la fosse l'Éclaireur. Elle se situe à 350 mètres de la limite de la concession. Le puits rencontre le terrain houiller à 80 mètres. En 1886, la profondeur est de 537 mètres et la fosse est en chômage. Elle est reprise en 1900 sous le nom de « Paul Schneider ».
Schneider
En 1900, la fosse Sainte Barbe, sans activité depuis 1886 est reprise et exploitée sous la dénomination « Paul Schneider » du nom de ce grand industriel du Creusot. Le puits est approfondi durant l'exploitation. La fosse devient alors la fosse la plus importante de la Compagnie de Douchy. Elle exploite un gisement de charbon gras. Son puits atteint en 1907 la profondeur de 840 mètres, et la fosse recommence à produire.
En 1946, la fosse Schneider reprend une partie du champ d'exploitation de la fosse de Rœulx (de l'ancienne Compagnie des mines d'Anzin, située sur le territoire d'Escaudain). Cette dernière, fermée en 1939, n'assure plus que l'aérage. Puis en 1950, c'est la fosse Boca qui est concentrée sur Schneider. Considérée comme grisouteuse et difficile, la fosse Schneider est frappée dans la nuit du 12 août 1952 par un coup de grisou à la veine Adélaide à l'étage de 840 mètres, ce qui cause la mort de neuf mineurs. Le sort s'acharne sur cette fosse, car la venue d'eau à partir du 25 septembre 1955 inonde une grande partie des chantiers du fond et provoque la fermeture définitive de la fosse par décision ministérielle, en dépit de grèves dures menées par les mineurs. Un an plus tard le débit d'eau constaté à partir de la fosse La Naville est cinq fois plus important, provoquant l'impossibilité de récupérer le matériel dans les étages profonds.
Le puits profond de 925 mètres est remblayé en 1957. Le chevalement métallique est abattu en avril 1971. La fosse Schneider possède un puits d'eau de trois mètres de diamètre.

### Fosse Désirée
50° 18′ 34″ N, 3° 20′ 53″ E
1839 - 1956
La fosse Désirée est foncée en 1839, à 330 mètres au sud de la fosse Beauvois. Le terrain houiller est atteint à la profondeur de 78 mètres. En 1886, la profondeur est de 450 mètres. La fosse est arrêtée à l'extraction depuis 1900, elle sert alors à l'aérage de la fosse Schneider. Le puits profond de 521 mètres est remblayé en 1956. Deux forages sont entrepris en 1983 et 1985 pour capter le grisou et en juin 1987, une station de pompage est installée qui expédie 3 000 m3/h de gaz vers la centrale d'Hornaing.

### Fosse La Naville
50° 18′ 38″ N, 3° 21′ 40″ E
1846 - 1958

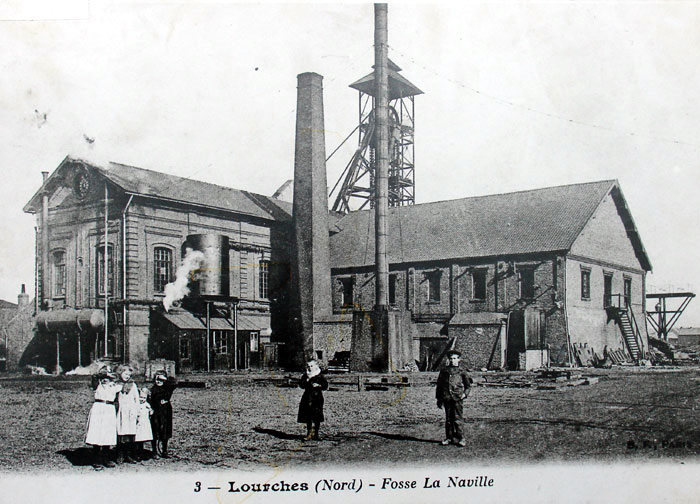
La fosse La Naville vers 1910.

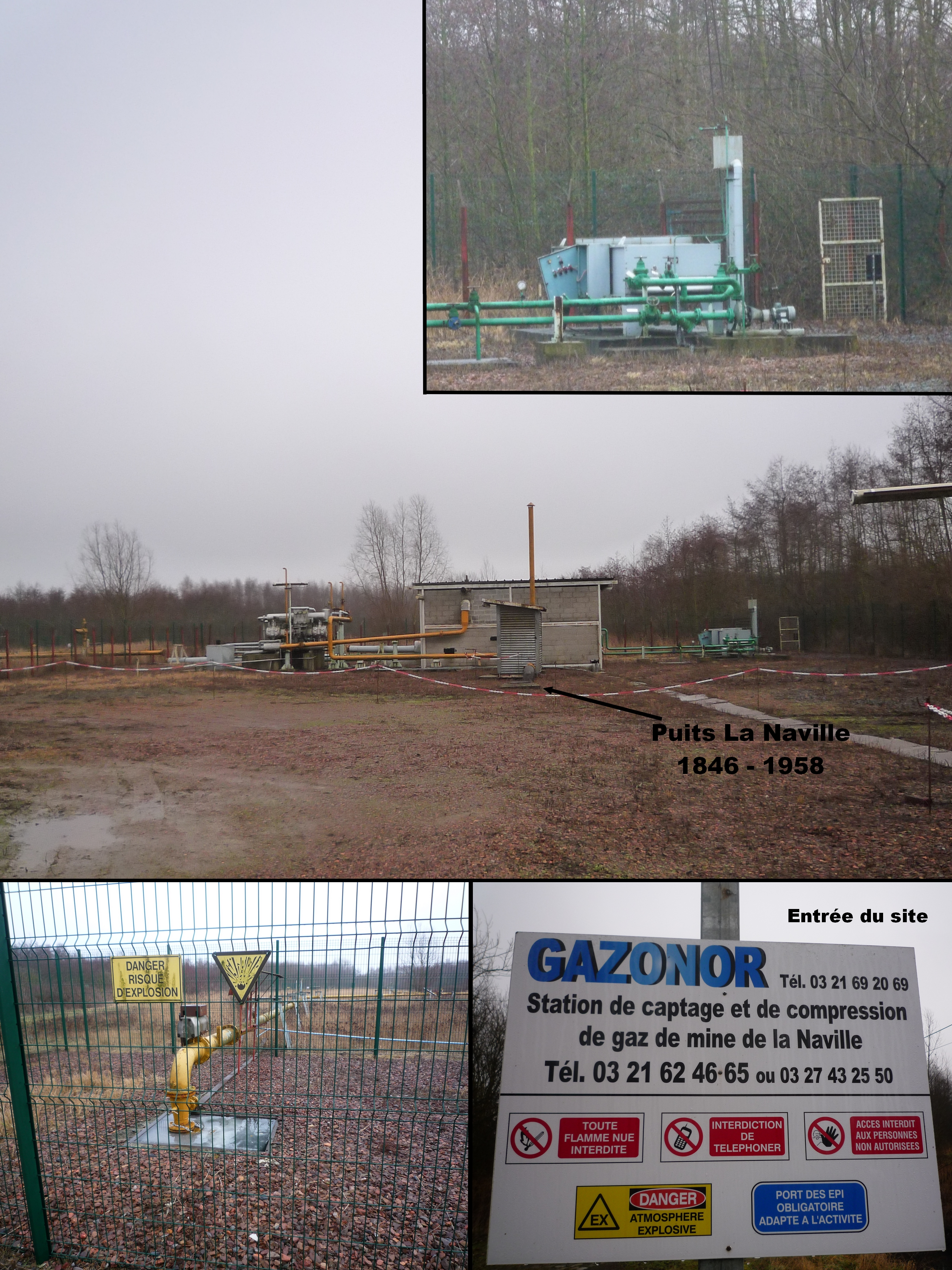
Le puits La Naville en 2010.

La fosse La Naville est située à Lourches sur la rive gauche du petit ruisseau dont elle porte le nom. Elle est commencée en 1846, et le puits traverse le terrain houiller à 76 mètres de profondeur. Le puits a une profondeur de 478 mètres en 1886. Ayant cessé son extraction en 1936, elle assure le service de l'aérage pour Schneider. Le puits, profond de 912 m est remblayé en 1958. C'est sur le puits de La Naville qu'a lieu, en 1977, la première expérience de captage de grisou sur site fermé. En 1983, le gaz est expédié par tuyauterie vers la Centrale d'Hornaing.

### Fosseno8 de Douchy
50° 18′ 37″ N, 3° 22′ 28″ E
1871 - 1957

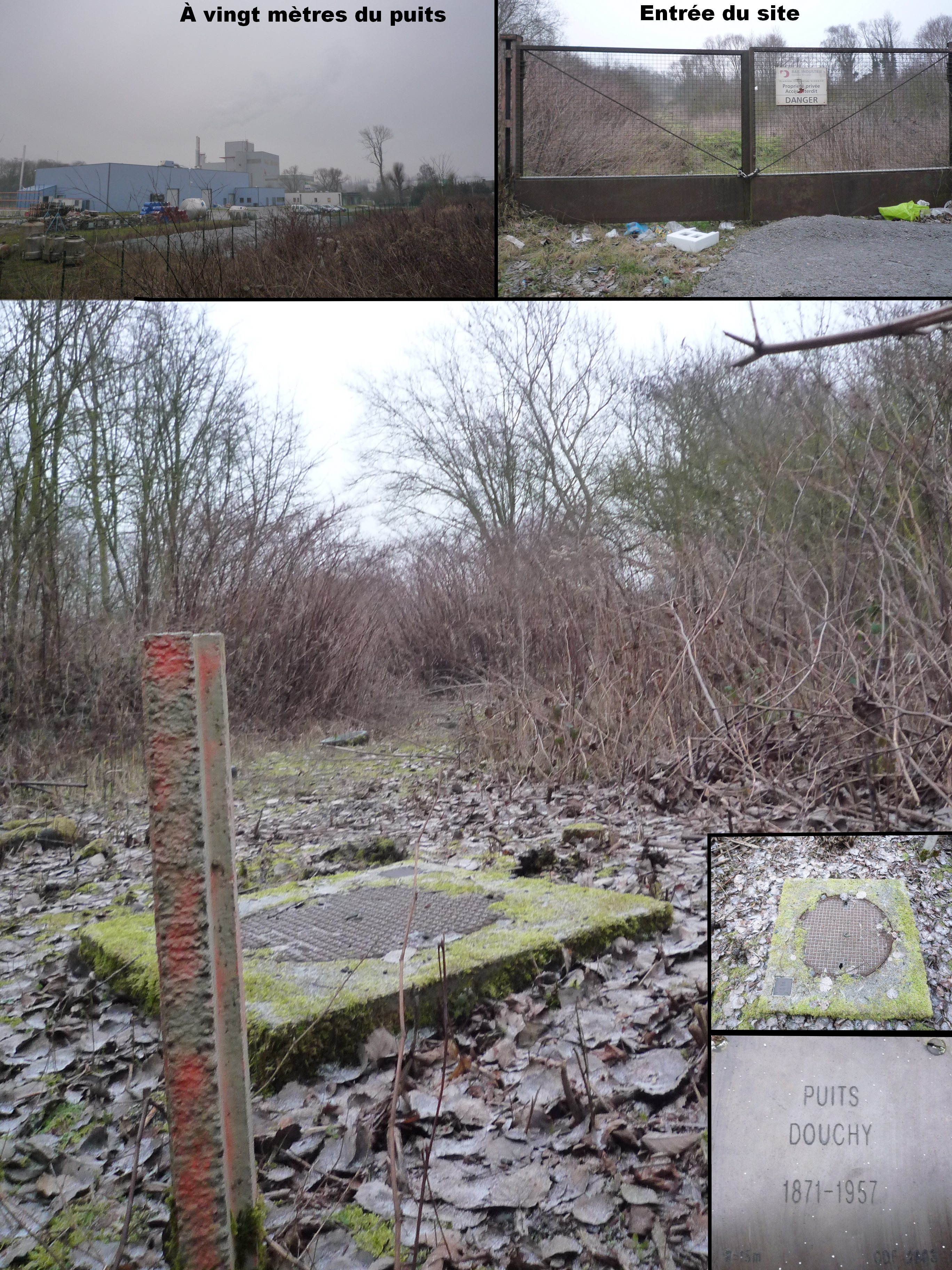
Le puits Douchy en 2010.

La fosse no 8, ou fosse de Douchy, est ouverte en 1872 à Douchy-les-Mines, à 920 mètres à l'est de la fosse La Naville et à 250 mètres de la limite sud de la concession de Denain. Le terrain houiller est atteint à la profondeur de 64 mètres. Le puits atteint 343 mètres en 1886. La fosse est arrêtée à l'extraction en 1934. Elle sert de retour d'air à la fosse Schneider jusqu'en 1955, année d'arrêt de celle-ci. Le puits profond de 843 mètres est remblayé en 1957. Il est à noter qu'un sondage a été effectué à partir du fond du puits d'où la profondeur totale de 1 190 mètres.

### Fosse Bocano9
50° 18′ 33″ N, 3° 23′ 21″ E
1914 - 1956

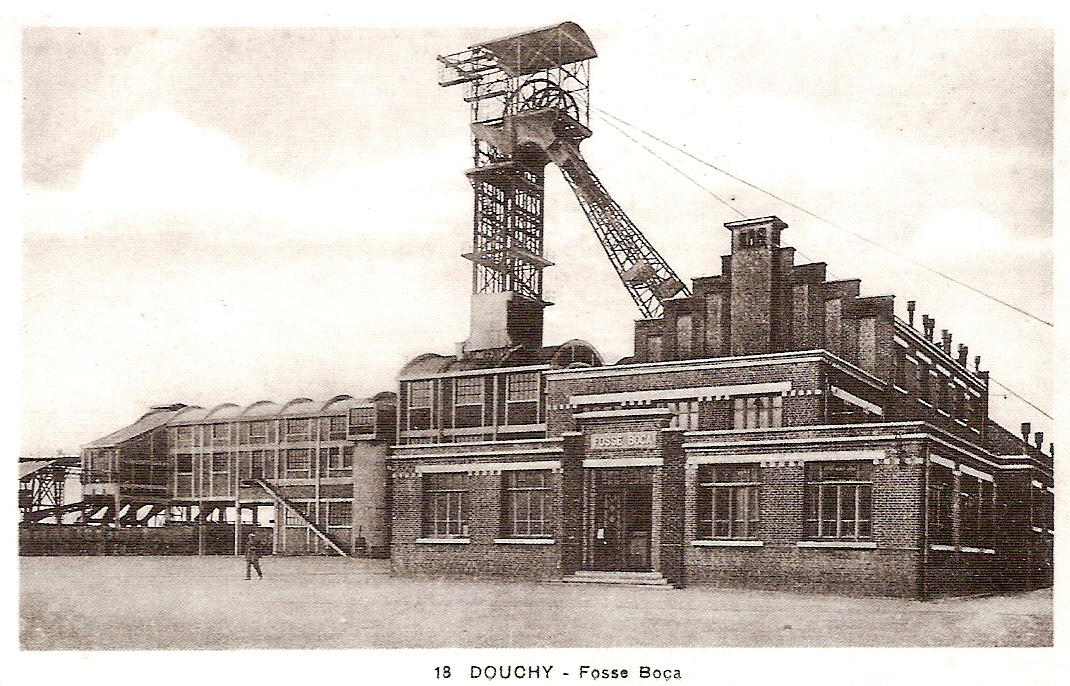
Fosse Boca à Douchy vers 1930.

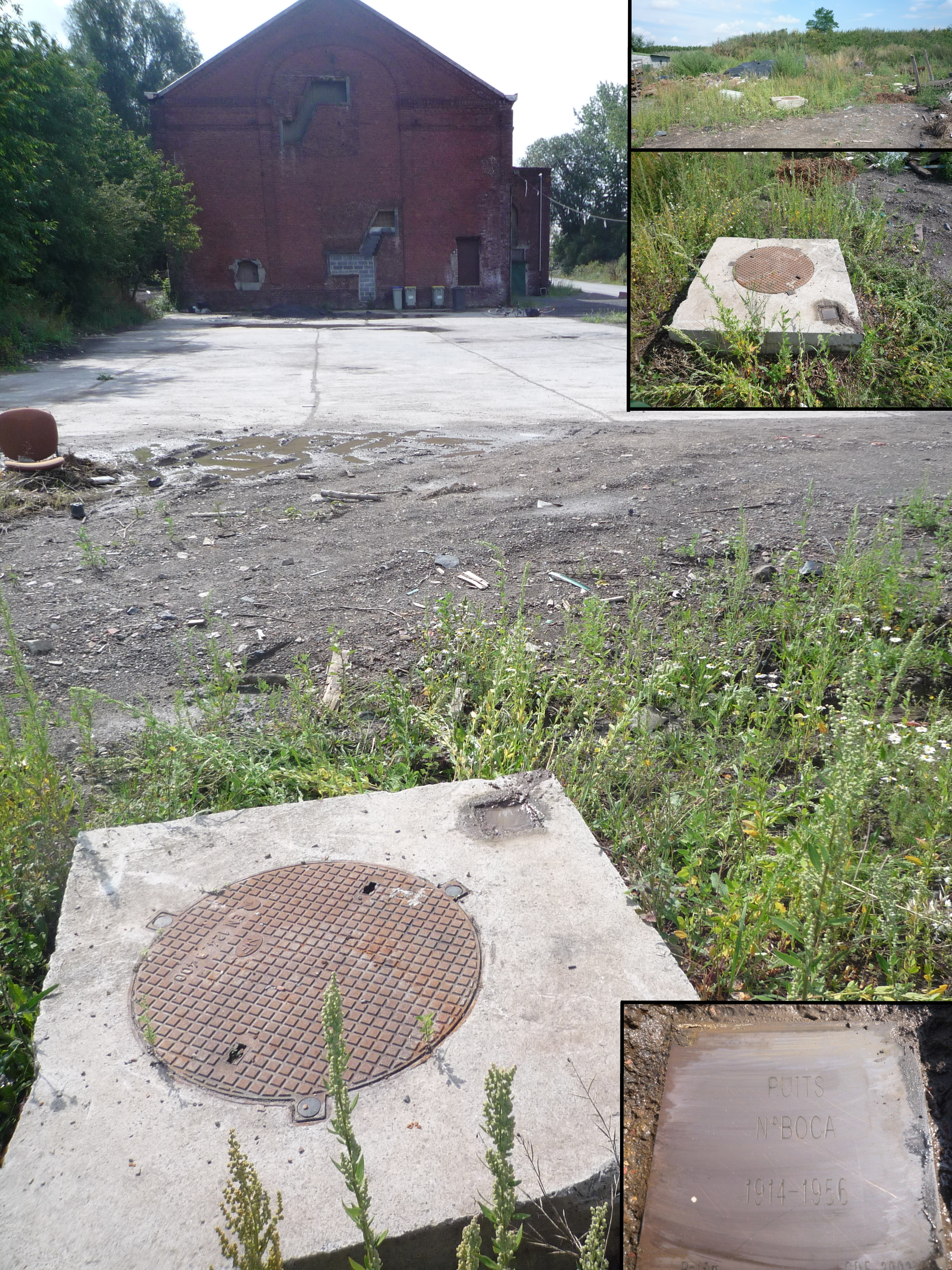
Le puits Boca en 2010.

La fosse no 9, ou Charles Boca, est commencée à Douchy-les-Mines en 1914. La Première Guerre mondiale entraîne l'interruption des travaux, qui ne sont repris qu'en 1920. L'extraction cesse le 31 mars 1950. Le puits, profond de 835 mètres est serrementé à 50 mètres de profondeur. La machine d'extraction est démontée et reprend du service au Puits du Midi du groupe de Douai en 1958. Le chevalement est abattu le 21 novembre 1961. De ce puits, il ne subsiste qu'un seul bâtiment, celui de la machine d'extraction.

### Avaleresseno10
50° 18′ 47″ N, 3° 24′ 31″ E

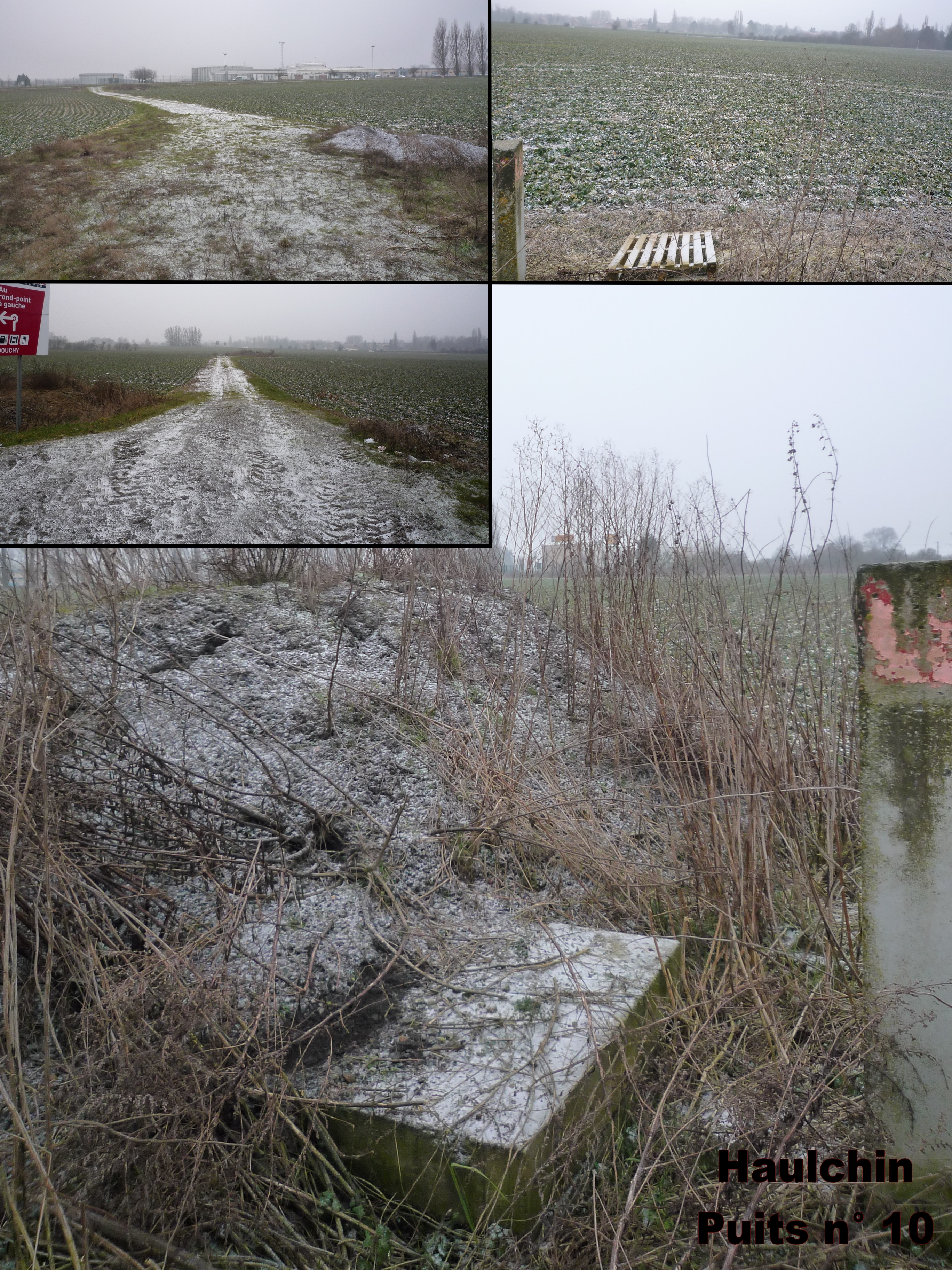
Le puits no 10 en 2010.

Le puits no 10 est situé à Haulchin, à 130 mètres au nord de la route nationale 29. Profonde d'environ 200 mètres, la fosse n'a pas connu d'exploitation. La date d'exécution n'est pas connue, mais le puits aurait été remblayé ou serrementé en 1957.

## Les terrils
- 167 : Douchy
- 169 : Lavoir de Lourches
- 170 : Schneider